# Допамін (лікарський засіб)
Допамін (Дофамін, Intropin) — лікарський засіб, який найчастіше використовують для лікування дуже низького кров'яного тиску, уповільненого серцевого ритму з відповідною симптоматикою, і якщо епінефрин (адреналін) недоступний, зупинки серця. У новонароджених немовлят він продовжує залишатися кращим методом лікування дуже низького артеріального тиску. У дітей, як правило, перевагу надають адреналіну або норадреналіну, тоді як у дорослих при дуже низькому артеріальному тиску переважно використовують норадреналін. Його вводять внутрішньовенно або внутрішньокістково у вигляді безперервної інфузії. Ефект зазвичай починається впродовж п'яти хвилин. Потім дози збільшуються до досягнення ефекту.
Поширені побічні ефекти включають погіршення функції нирок, нерегулярне серцебиття, біль у грудях, блювання, головний біль або занепокоєння. Якщо він потрапляє в м'які тканини навколо вени, може відбутися місцеве відмирання тканин. Щоб зменшити цей ризик, можна призначити препарат фентоламін. Незрозуміло, чи безпечно використовувати дофамін під час вагітності або годування грудьми. У низьких дозах допамін головним чином запускає рецептори дофаміну та β1-адренергічні рецептори, тоді як у високих дозах він діє через α-адренорецептори.
Допамін вперше був синтезований в лабораторії в 1910 році Джорджем Баргером і Джеймсом Евенсом у Англії. Він входить до списку основних лікарських засобів Всесвітньої організації охорони здоров'я. У фізіології людини дофамін є нейромедіатором, а також гормоном.

## Медичне використання

### Низький артеріальний тиск
У новонароджених дітей він продовжує залишатися кращим методом лікування дуже низького артеріального тиску. У дітей, як правило, перевагу надають адреналіну або норадреналіну, тоді як у дорослих при дуже низькому артеріальному тиску переважно використовують норадреналін.
У пацієнтів із низьким об’ємом крові або септичним шоком це слід виправити за допомогою внутрішньовенних рідин перед тим, як розглядати дофамін.

### Функція нирок
Низькі дози дофаміну регулярно використовуються для лікування та профілактики гострого ураження нирок. Проте, після 1999 року в ряді оглядів було зроблено висновок, що такі низькі дози не є ефективними, а іноді можуть бути шкідливими.

### Призначенняя
Оскільки період напіврозпаду дофаміну в плазмі короткий — приблизно одна хвилина у дорослих, дві хвилини у новонароджених і до п'яти хвилин у недоношених дітей — його зазвичай вводять у вигляді безперервної внутрішньовенної «крапельниці», а не одноразової чи кількаразових ін'єкцій.

### Інше
Фторована форма L-DOPA, відома як флуородопа, доступна для використання в позитронно-емісійній томографії для оцінки функції нігростріарного шляху.

## Протипоказання
Загалом не слід давати дофамін людям з феохромоцитомою або некоригованим дуже прискореним пульсом.

## Побічні ефекти
Встановлено, що LD50 або доза, яка, як очікується, буде смертельною для 50 % популяції, становить: 59 мг/кг (миші; вводять внутрішньовенно); 950 мг/кг (миші; вводять внутрішньоочеревинно); 163 мг/кг (щур; внутрішньоочеревинно); 79 мг/кг (собака; внутрішньовенно).

### Екстравазація
У разі екстравазації може призвести до локальної смерті тканин. Можна вводити фентоламін місцево(там відбулась екстравазація), щоб спробувати зменшити ризик відмирання тканин.

## Механізм дії
Його вплив, залежно від дозування, включає збільшення виведення натрію нирками, збільшення виділення сечі, збільшення частоти серцевих скорочень і підвищення артеріального тиску. У малих дозах він діє через симпатичну нервову систему, збільшуючи силу скорочення серцевого м’яза та частоту серцевих скорочень, тим самим збільшуючи серцевий викид і артеріальний тиск. Вищі дози також викликають звуження судин, що ще більше підвищує артеріальний тиск.
Хоча деякі ефекти є результатом стимуляції дофамінових рецепторів, помітні серцево-судинні ефекти є результатом дії дофаміну на α 1, β 1 та β 2 адренергічні рецептори.